# Puccinia cockaynei
Puccinia cockaynei är en svampart som beskrevs av G. Cunn. 1923. Puccinia cockaynei ingår i släktet Puccinia och familjen Pucciniaceae.   Inga underarter finns listade i Catalogue of Life.